# Saison 2019 des Rangers du Texas
La saison 2019 des Texas Rangers est la 59e saison de son histoire et la 48e à Arlington en tant que Rangers et leur 26e et dernière saison au Globe Life Park in Arlington. Les Rangers ont commencé la saison le 28 mars contre les Cubs de Chicago et ont terminé la saison le 29 septembre contre les Yankees de New York. Le 2 novembre 2018, la franchise annonce que Chris Woodward sera le manager de l'équipe pour la saison 2019. Malgré de bons mois de mai et juin pour l'équipe, ils s'effondrent ensuite et ne se qualifient pas pour les séries éliminatoires pour la troisième année consécutive.

## Saison régulière

### Classements de la saison

#### Division Ouest de la Ligue américaine
| Division Ouest de la Ligue américaine | V   | D  | Moy.  | MR | Dom.  | Ext.  |
| ------------------------------------- | --- | -- | ----- | -- | ----- | ----- |
| Astros de Houston                     | 107 | 55 | 0.660 | —  | 60–21 | 47–34 |
| Athletics d'Oakland                   | 97  | 65 | 0.599 | 10 | 52–29 | 45–36 |
| Rangers du Texas                      | 78  | 84 | 0.481 | 29 | 45–36 | 33–48 |
| Angels de Los Angeles                 | 72  | 90 | 0.444 | 35 | 38–43 | 34–47 |
| Mariners de Seattle                   | 68  | 94 | 0.420 | 39 | 35–46 | 33–48 |

#### Leaders de la Ligue américaine
| Leaders de division | V   | D  | Moy.  |
| ------------------- | --- | -- | ----- |
| Astros de Houston   | 107 | 55 | 0.660 |
| Yankees de New York | 103 | 59 | 0.636 |
| Twins du Minnesota  | 101 | 61 | 0.623 |

| Meilleurs deuxièmes (Deux premiers qualifiés en séries éliminatoires) | V  | D   | Moy.  |
| --------------------------------------------------------------------- | -- | --- | ----- |
| Athletics d'Oakland                                                   | 97 | 65  | 0.599 |
| Rays de Tampa Bay                                                     | 96 | 66  | 0.593 |
| Indians de Cleveland                                                  | 93 | 69  | 0.574 |
| Red Sox de Boston                                                     | 84 | 78  | 0.519 |
| Rangers du Texas                                                      | 78 | 84  | 0.481 |
| White Sox de Chicago                                                  | 72 | 89  | 0.447 |
| Angels de Los Angeles                                                 | 72 | 90  | 0.444 |
| Mariners de Seattle                                                   | 68 | 94  | 0.420 |
| Blue Jays de Toronto                                                  | 67 | 95  | 0.414 |
| Royals de Kansas City                                                 | 59 | 103 | 0.364 |
| Orioles de Baltimore                                                  | 54 | 108 | 0.333 |
| Tigers de Détroit                                                     | 47 | 114 | 0.292 |

### Bilan par adversaire

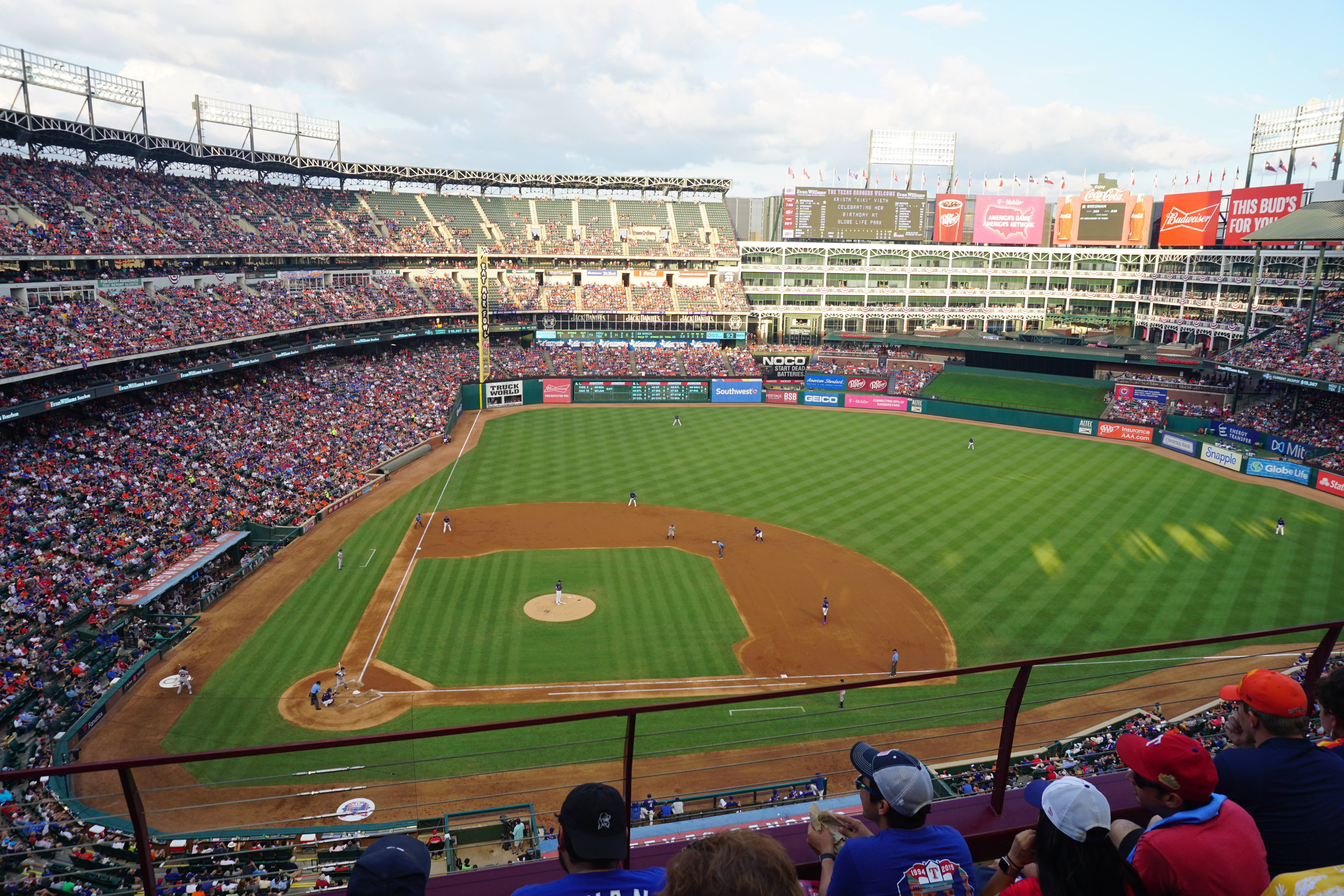
Les Rangers accueillent Houston le 13 juillet

| Équipe      | BAL  | BOS  | CWS  | CLE  | DET  | HOU  | KC   | LAA  | MIN  | NYY  | OAK  | SEA  | TB   | TEX  | TOR  | NL    |
| ----------- | ---- | ---- | ---- | ---- | ---- | ---- | ---- | ---- | ---- | ---- | ---- | ---- | ---- | ---- | ---- | ----- |
| Baltimore   | —    | 7–12 | 3–3  | 3–4  | 3–4  | 2–4  | 3–3  | 4–3  | 0–6  | 2–17 | 1–6  | 3–4  | 7–12 | 1–6  | 8–11 | 7–13  |
| Boston      | 12–7 | —    | 5–2  | 3–3  | 5–2  | 2–4  | 5–1  | 4–3  | 3–3  | 5–14 | 4–3  | 4–3  | 7–12 | 4–3  | 11–8 | 10–10 |
| Chicago     | 3–3  | 2–5  | —    | 11–8 | 12–6 | 4–3  | 9–10 | 2–5  | 6–13 | 4–3  | 1–5  | 2–4  | 2–4  | 4–3  | 4–3  | 6–14  |
| Cleveland   | 4–3  | 3–3  | 8–11 | —    | 18–1 | 3–4  | 12–7 | 6–0  | 10–9 | 4–3  | 1–5  | 5–1  | 1–6  | 4–3  | 6–1  | 8–12  |
| Détroit     | 4–3  | 2–5  | 6–12 | 1–18 | —    | 1–6  | 10–9 | 3–3  | 5–14 | 3–3  | 1–6  | 1–6  | 2–4  | 0–6  | 3–4  | 5–15  |
| Houston     | 4–2  | 4–2  | 3–4  | 4–3  | 6–1  | —    | 5–1  | 14–5 | 3–4  | 4–3  | 11–8 | 18–1 | 3–4  | 13–6 | 4–2  | 11–9  |
| Kansas City | 3–3  | 1–5  | 10–9 | 7–12 | 9–10 | 1–5  | —    | 2–4  | 5–14 | 2–5  | 2–5  | 2–5  | 3–4  | 2–5  | 1–6  | 9–11  |
| Los Angeles | 3–4  | 3–4  | 5–2  | 0–6  | 3–3  | 5–14 | 4–2  | —    | 1–5  | 2–5  | 6–13 | 10–9 | 3–4  | 9–10 | 6–1  | 12–8  |
| Minnesota   | 6–0  | 3–3  | 13–6 | 9–10 | 14–5 | 4–3  | 14–5 | 5–1  | —    | 2–4  | 3–4  | 5–2  | 5–2  | 6–1  | 4–3  | 8–12  |
| New York    | 17–2 | 14–5 | 3–4  | 3–4  | 3–3  | 3–4  | 5–2  | 5–2  | 4–2  | —    | 2–4  | 6–1  | 12–7 | 3–3  | 11–8 | 12–8  |
| Oakland     | 6–1  | 3–4  | 5–1  | 5–1  | 6–1  | 8–11 | 5–2  | 13–6 | 4–3  | 4–2  | —    | 10–9 | 4–3  | 13–6 | 0–6  | 11–9  |
| Seattle     | 4–3  | 3–4  | 4–2  | 1–5  | 6–1  | 1–18 | 5–2  | 9–10 | 2–5  | 1–6  | 9–10 | —    | 2–4  | 8–11 | 4–2  | 9–11  |
| Tampa Bay   | 12–7 | 12–7 | 4–2  | 6–1  | 4–2  | 4–3  | 4–3  | 4–3  | 2–5  | 7–12 | 3–4  | 4–2  | —    | 3–3  | 13–6 | 14–6  |
| Texas       | 6–1  | 3–4  | 3–4  | 3–4  | 6–0  | 6–13 | 5–2  | 10–9 | 1–6  | 3–3  | 6–13 | 11–8 | 3–3  | —    | 3–3  | 9–11  |
| Toronto     | 11–8 | 8–11 | 3–4  | 1–6  | 4–3  | 2–4  | 6–1  | 1–6  | 3–4  | 8–11 | 6–0  | 2–4  | 6–13 | 3–3  | —    | 3–17  |

## Affiliations en ligues mineures
| Niveau            | Équipe                  | Ligue                         |
| ----------------- | ----------------------- | ----------------------------- |
| AAA               | Sounds de Nashville     | Ligue de la côte du Pacifique |
| AA                | RoughRiders de Frisco   | Texas League                  |
| A-Advanced        | Wood Ducks de Down East | Carolina League               |
| A                 | Crawdads de Hickory     | South Atlantic League         |
| A (saison courte) | Indians de Spokane      | Northwest League              |
| Ligue des recrues | Arizona League Rangers  | Arizona League                |
| Ligue des recrues | DSL Rangers 1           | Dominican Summer League       |
| Ligue des recrues | DSL Rangers 2           | Dominican Summer League       |